# Heinz Manchen
Heinz Joachim Manchen (ur. 2 maja 1931 w Bremie, zm. 20 marca 1978 tamże) – niemiecki wioślarz, srebrny medalista olimpijski.
Wystąpił na igrzyskach olimpijskich w Helsinkach w 1952 roku, gdzie reprezentanci Wspólnej Reprezentacji Niemiec w składzie: Heinz Manchen, Helmut Heinhold i Helmut Noll (sternik) zdobyli srebrny medal w dwójkach ze sternikiem. W finale o 3,5 sekundy przegrali z osadą Francji, a o 2,8 sekundy wyprzedzili osadę Danii. Był to jego jedyny start olimpijski.
W tej samej konkurencji zdobył także srebro na mistrzostwach Europy w Kopenhadze (1953).
Zdobywał mistrzostwo kraju w dwójkach ze sternikiem w latach 1952-1954. Odznaczony Srebrnym Liściem Laurowym. 